# Kanton Argentré-du-Plessis
Der Kanton Argentré-du-Plessis war von 1790 bis 2015 ein französischer Wahlkreis im Arrondissement Fougères-Vitré, im Département Ille-et-Vilaine und in der Region Bretagne; sein Hauptort war Argentré-du-Plessis.  

## Geschichte
Der Kanton entstand am 15. Februar 1790. Von 1801 bis 2015 gehörten neun Gemeinden zum Kanton Argentré-du-Plessis. Mit der Neuordnung der Kantone in Frankreich wurde der Kanton 2015 aufgelöst und die Gemeinden wechselten zu anderen Kantonen.

## Lage
Der Kanton lag im Osten des Départements Ille-et-Vilaine. 

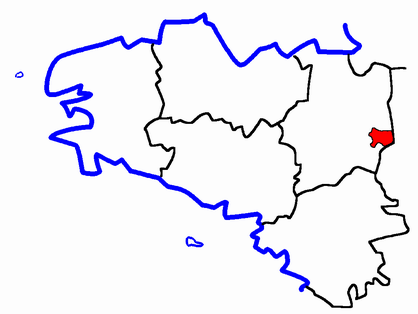
Lage des Kantons Argentré-du-Plessis innerhalb der Bretagne

## Gemeinden
Der Kanton Argentré-du-Plessis bestand aus neun Gemeinden:
| Gemeinde               | Bretonisch           | Einwohner (2022) | Fläche (km²) | Code postal | Code Insee |
| ---------------------- | -------------------- | ---------------- | ------------ | ----------- | ---------- |
| Argentré-du-Plessis    | Argantreg-ar-Genkiz  | 4.591            | 41.46        | 35370       | 35006      |
| Brielles               | Brielloù             | 679              | 11.40        | 35370       | 35042      |
| Domalain               | Domalan              | 2.050            | 33.54        | 35680       | 35097      |
| Étrelles               | Stredell             | 2.670            | 27.17        | 35370       | 35109      |
| Gennes-sur-Seiche      | Gen                  | 943              | 18.50        | 35370       | 35119      |
| Le Pertre              | Ar Perzh             | 1.372            | 43.63        | 35370       | 35217      |
| Saint-Germain-du-Pinel | Sant-Jermen-ar-Bineg | 1.007            | 11.30        | 35370       | 35272      |
| Torcé                  | Tourc'heg            | 1.270            | 14.03        | 35370       | 35338      |
| Vergéal                | Gwerial              | 804              | 11.21        | 35680       | 35350      |
| Kanton                 | Argantreg-ar-Genkiz  | 14.642           | 212.24       | -           | 3502       |

## Bevölkerungsentwicklung
| 1962   | 1968 | 1975 | 1982   | 1990   | 1999   | 2006   | 2012   |
| ------ | ---- | ---- | ------ | ------ | ------ | ------ | ------ |
| 10.022 | 9783 | 9830 | 10.279 | 11.024 | 12.002 | 13.718 | 14.523 |

## Politik
Der Kanton hatte bis zu seiner Auflösung folgende Abgeordnete im Rat des Départements:
| Vertreter im conseil général des Départements | Vertreter im conseil général des Départements | Vertreter im conseil général des Départements |
| Amtszeit                                      | Name                                          | Partei                                        |
| --------------------------------------------- | --------------------------------------------- | --------------------------------------------- |
| 1945–1958                                     | Paul Lemée                                    | DVD                                           |
| 1958–1970                                     | Paul Poirier                                  | MRP, dann CD                                  |
| 1970–1994                                     | Jean Bourdais                                 | CDP, dann UDF-CDS                             |
| 1994–2013                                     | Émile Blandeau                                | UMP                                           |
| 2013–2015                                     | Monique Sokath                                | DVD                                           |